# Giuseppe il Nutritore
Giuseppe il Nutritore (Joseph der Ernährer, in tedesco) è il quarto ed ultimo romanzo della tetralogia Giuseppe e i suoi fratelli (titolo originale Joseph und seine Brüder), dello scrittore tedesco Thomas Mann, iniziato nell'agosto del 1940, durante il suo esilio statunitense e terminato nei primi giorni del 1943 e, alla fine dello stesso anno, pubblicato a Stoccolma. Il romanzo è ispirato al noto racconto biblico, limitatamente all'ultima parte del soggiorno egiziano del patriarca.
Il romanzo, articolato in un preludio e sette capitoli, inizia con il viaggio di Giuseppe, condannato da Potifar
e ridotto in ceppi, verso la fortezza di Zawi-Re. Il capo delle guardie Mai-Sachme si avvede ben presto delle qualità del giovane prigioniero e gli affida compiti progressivamente più importanti.
Giuseppe manifesta, poi, una  singolare capacità: interpretare i sogni. Si avvalgono del suo acume due compagni di prigionia: il coppiere e il panettiere di Faraone. Come Giuseppe aveva previsto, il panettiere sarà presto giustiziato e il coppiere, graziato, tornerà a servire Faraone.
Quando Faraone a sua volta farà un sogno che nessuno, tra i sapienti di Egitto, è in grado di spiegargli, il coppiere rammenta le prodigiose capacità del suo antico compagno di prigionia. Giuseppe liberato e condotto a corte, dopo aver ascoltato il sogno, preanuncia al sovrano che l'Egitto conoscerà sette anni di abbondanza seguiti da sette anni di carestia. Faraone, colpito dalla sapienza di Giuseppe, gli affida l'amministrazione del paese in modo da fronteggiare quanto sta per accadere. Superate le sue sventure, asceso tra i grandi d'Egitto, Giuseppe vedrà giungere sino a lui, in cerca di provviste, i vecchi fratelli
che molti anni prima l'avevano venduto come schiavo al vecchio ismaelita. Giuseppe non si fa riconoscere e, con uno stratagemma, riesce a far arrivare presso di lui, l'intera famiglia: tutti i fratelli e l'anziano padre Giacobbe. Solo allora svelerà la sua identità e, fra lo stupore dei suoi, si riconcilierà con tutta la sua famiglia.

## Capitolo primo. L'altra fossa

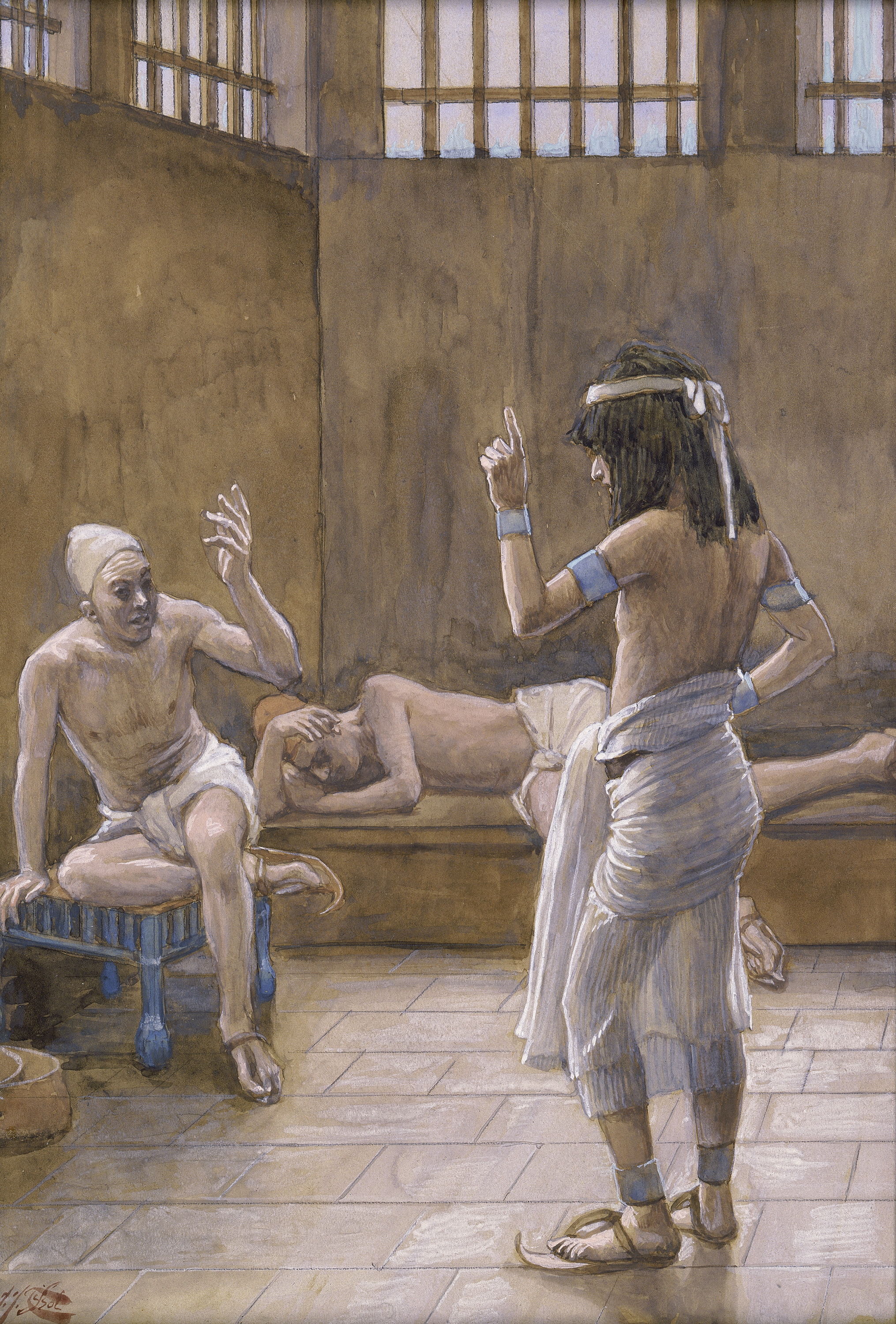
Tissot: Giuseppe interpreta i sogni dei prigionieri. c. 1896-1902

Giuseppe, condannato da  Potifar per il presunto oltraggio ai danni di sua moglie Mut-em-enet, messo in ceppi e rinchiuso nella stiva di una piccola imbarcazione, viaggia lungo il Nilo verso la fortezza di Zawi-Ré, la prigione di Faraone. La ciurma, al comando dello scriba Cha'ma't, è composta dai servi del Flabellifero
che alternano i lavori di governo dell'imbarcazione con la sorveglianza del prigioniero.
Cha'ma't, per vincere la noia del viaggio ed anche per gustare il mutamento di ruolo che lo vede ormai non più subordinato a colui che era il capo dell'amministrazione della casa, si avvicina volentieri a Giuseppe per conversare con lui. Con sua meraviglia non trova, come aveva pensato, un uomo affranto, smarrito, timoroso del castigo che lo attende. Giuseppe, certo del favore divino che saprà sollevarlo dalla seconda caduta,
convinto che Dio abbia per lui un progetto che trascende le effimere vicende umane, risponde con fierezza e, paradossalmente, fa notare che la sua condizione è addirittura accresciuta: da schiavo di Peteprê
a schiavo di Faraone, signore d'Egitto.
Dopo diciassette giorni di viaggio raggiunge la fortezza e viene consegnato a Mai-Sachme, il comandante della prigione. Mai-Sachme, uomo accorto che si diletta di medicina ed ama discutere di letteratura, non tarda a comprendere le qualità del nuovo prigioniero che gli viene consegnato. L'aspetto del giovane e le prime parole che scambia con lui gli bastano per decidere che non verrà destinato ai pesanti lavori, consueti per i suoi compagni di pena, ma a compiti di amministrazione e sorveglianza. In tal modo, sollevato dalle quotidiane incombenze, egli stesso avrà più tempo per i suoi studi.
Giuseppe, forte dell'esperienza maturata a servizio di Peteprê assolve con cura i suoi compiti e, quando vengono condotti alla fortezza, in "provvisoria detenzione", due importanti dignitari della corte di Faraone inquisiti e caduti in disgrazia, il capo dei panettieri ed il capo dei coppieri, Mai-Sachme affiderà proprio a lui il compito di servire, provvedendo alle loro necessità, o piuttosto di sorvegliare, i due funzionari.
Una stessa notte i due prigionieri fanno un sogno ciascuno. Sogni di "parlante vivezza", "carichi di significato", che non sanno interpretare. Il coppiere ha sognato che, in presenza di Faraone, presi dei grappoli, spuntati da tre tralci di una vite, li aveva spremuti nella coppa del suo signore. Il panettiere, nel suo sogno, camminava portando sulla testa tre ceste colme di pane bianco e dolci preparati per Faraone, ma gli uccelli, piombati dall'alto, li divorano. Giuseppe, chiamato a dare un'interpretazione, sentenzia: fra tre giorni il primo coppiere sarà prosciolto dalle accuse, liberato e reintegrato nelle sue funzioni. il panettiere, sempre fra tre giorni, sarà invece condannato, giustiziato e gli uccelli mangeranno la sua carne. Quanto profetizzato dal figlio di Giacobbe puntualmente accade. Il coppiere, prima di lasciare il carcere, colmo di gioia, promette a Giuseppe che non lo dimenticherà, perorerà la sua causa presso Faraone perché lo liberi dall'ingiusta prigionia. Ma, ottenuta la libertà, rimosso il pensiero del carcere, dimenticherà la sua promessa.

## Capitolo secondo. La chiamata
Dimenticato dal coppiere, Giuseppe, ormai trentenne, rimase altri due anni nella fortezza,
quando lo stesso Faraone
fece un sogno o meglio due sogni successivi e simili, che lo avevano colpito profondamente: mentre si trovava sulla riva di un fiume, vide uscire dalle acque, una dietro l'altra, sette vacche. Vacche magnifiche, dall'aspetto florido, che si misero a pascolare placidamente. Uscirono poi dall'acqua altre sette vacche: le più brutte e magre che avesse mai visto che, avvicinatesi alle prime, le divorarono. Faraone, impressionato, si svegliò, "coperto di sudore".
Addormentatosi di nuovo, fece il secondo sogno: sempre in riva al fiume, vede uno stelo spuntare dal terreno dal quale nascono sette spighe "gonfie e sode". Poi, dallo stesso stelo, germogliano altre sette spighe "vuote, morte, secche" e mentre spuntano queste, scompaiono le precedenti.
Il sovrano intuisce che il sogno sia importante, che voglia comunicare qualcosa, ma non riesce a capirlo. Si rivolge alla madre, Teje, ma questa non sembra dare molta importanza alle fantasie del figlio. Se proprio ci tiene, si rivolga al suo consigliere, il Visir del Sud Ptachemheb. In terra d'Egitto non mancano certo interpreti di sogni. Ma né il Visir, né i saggi convocati sanno dare una spiegazione convincente. Quando Faraone, sempre ossessionato dal desiderio di conoscere quel significato nascosto, caccia i sapienti che lo hanno deluso, il suo primo coppiere si rammenta di Osarsif,
che aveva saputo ben spiegare il suo sogno e quello del panettiere, e suggerisce al suo signore di convocarlo.
Il più veloce dei messi reali si mette subito in viaggio, a bordo di "una nave veloce della flottiglia personale di Faraone", verso Zawi-Re. Trafelato,
giunge alla fortezza e subito chiede di Osarsif. Giuseppe, senza troppa fretta, si reca nell'ufficio di Mai-Sachme dove gli viene notificato l'ordine di Faraone e, dopo avere salutato affettuosamente il capo della fortezza, segue il messo che lo conduce sull'imbarcazione per il viaggio di ritorno.

## Capitolo terzo. La pergola cretese

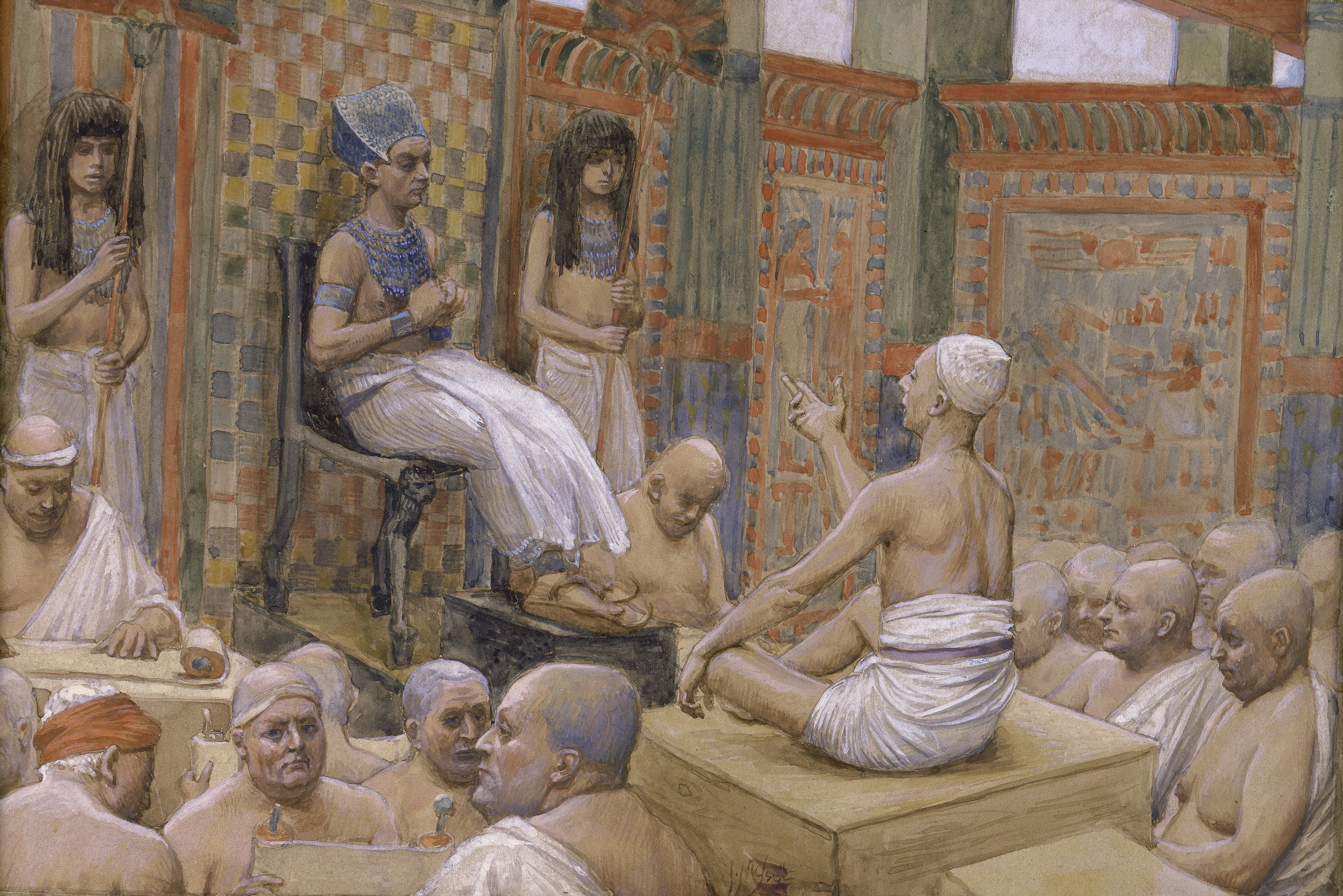
Tissot: Giuseppe interpreta i sogni di Faraone. c. 1896-1902

Dopo aver navigato tutta la notte e il mattino seguente, Giuseppe, accompagnato dal messo, giunge nella città di On ed è introdotto nella dimora reale. Preso in consegna da un maggiordomo viene condotto sino al Padiglione cretese
dove Faraone, dopo colazione, impartisce disposizioni ai primi scultori del regno, Bek e Auta.
Annunciato dal camerlengo, Giuseppe si trova, infine, di fronte al giovane Faraone assiso su un seggio, con una "rotonda parrucca azzurra", e a sua madre Teje, vedova di Amenhotep-Nebmarê, seduta di fronte al figlio. Faraone, dopo aver impartito le ultime disposizioni agli scultori, rivolge, "benevolmente, con la testa reclinata", il suo sguardo al nuovo venuto e lo invita ad avvicinarsi. Incuriosito ed affascinato dall'aspetto di Giuseppe, lo interroga ed ascolta divertito le sue risposte e i racconti delle vecchie storie familiari e mostra tutto il suo interesse quando Giuseppe esprime la sua fede in un dio che è al di sopra di idoli e creature. Teje, la "Grande Madre" apprezza anch'essa le parole di Giuseppe, ha intuito che il suo intelligente realismo può essere un freno ai giovanili ed ingenui entusiasmi del figlio. Amenhotep, poi, scusandosi con la madre, ripete "per la sesta volta" il racconto dei suoi sogni, e chiede a Giuseppe di interpretarli.
Mann, con grande maestria, rappresenta nella risposta di Giuseppe la matura accortezza del giovane: la spiegazione offerta a Faraone, è, infatti,  espressa in un modo tale da far credere al sovrano che egli già conoscesse il significato delle visioni e l'interprete convocato lo abbia soltanto aiutato a rendere manifesto quanto già aveva intuito. Le sette vacche grasse e le sette spighe rigogliose non sono altro che sette anni di abbondanza e le successive sette vacche magre e le sette spighe secche rappresentano i sette anni di carestia che seguiranno.
Occorre, quindi, agire con accortezza: Faraone scelga un uomo "intelligente e saggio" perché faccia accumulare le messi abbondanti degli anni propizi per poi, negli anni del bisogno, distribuirle "ai piccoli e ai poveri" e venderle a caro prezzo ai ricchi.
Amenhotep è entusiasta della risposta semplice e sensata: quell'uomo saggio non può che essere che lui, Usarsif e, sempre più esaltato, lo proclama "Bocca Suprema" di Faraone, "Gran Visir", "Vicedio".
Poi, chiamato il camerlengo, ordina la partenza immediata di tutta la corte per tornare a Nowet-Amun. Egli viaggerà a bordo della Stella dei due Paesi, insieme con "l'Eterna Madre, la dolce sposa e questo eletto, l'Adôn della mia casa".

## Capitolo quarto. Il tempo delle concessioni
Giuseppe, insieme con Faraone, la madre e la moglie di costui, e due principesse, giunge nella capitale Wêset, ospitato nel palazzo reale. Il secondo giorno, alla presenza del popolo e dei dignitari di corte, assume pubblicamente i suoi poteri con le cerimonie dell'investitura e dell'indoratura.

Cerimonie sontuose che celebrano il ruolo eminente assunto da Giuseppe, al quale Faraone elargisce decine di epiteti magniloquenti, quali "Sovrintendente di quello che dà il cielo", "Nutrimento d'Egitto", "Adôn della casa reale", "Unico fra tutti gli Amici Unici del re".
Dopo l'investitura, il figlio di Giacobbe, prima di decidere i provvedimenti da assumere, intraprende un viaggio di ispezione nelle terre d'Egitto, accompagnato da giovani scribi scelti personalmente.
Al ritorno, emana, in nome di Faraone, la "famosa legge agraria" con la quale un quinto del raccolto doveva essere ceduto allo stato e consegnato ai magazzini reali,
che venivano, nel frattempo, costruiti in gran numero in ogni angolo del paese.
Giuseppe, ottenuto il consenso del sovrano, decide di stabilirsi a Menfi, la città che, pur non essendo propriamente la "Bilancia dei Paesi" come era chiamata, era pur sempre un centro dal quale si potevano sorvegliare l'Alto e il Basso Egitto.
In quella città, nel quartiere più lussuoso, Faraone dona al suo amico una ridente "Casa della vita", una prestigiosa dimora con cortili, giardini e fontane  ed una schiera di schiavi nubiani al suo servizio.
Giuseppe è troppo occupato per seguire personalmente l'amministrazione della nuova dimora, pensa quindi di chiamare Mai-Sachme, il vecchio comandante nel periodo della sua prigionia, per assegnargli l'incarico di maggiordomo della casa.
Amenhotep, ancora non pago della sua munifecenza, vuole anche scegliere per Giuseppe una sposa degna del suo rango: Asnath, figlia primogenita del sacerdote del Sole di On.
La fanciulla, di grande bellezza,
vinte le iniziali esitazioni, acconsente e, accompagnata dai genitori, raggiunge la "Casa della Vita" a Menfe ove, alla presenza del sovrano, si celebrano le nozze.
Ed in quella stessa casa Asnath partorisce due figli maschi: Manasse e poi Efraim.
Nello stesso periodo anche Faraone diviene padre: Nofertiti dà alla luce la principessina Merytatôn, la prima di una serie di figlie femmine che, per la mancanza di un erede maschio, provocano qualche problema al sovrano.
In quegli anni i rapporti tra Amenhotep e Giuseppe diventano sempre più amichevoli; i due, nelle loro conversazioni, accennano a volte al singolare destino di avere l'uno, Faraone, solo figlie femmine, l'altro, Giuseppe, solo figli maschi e il sovrano giunge a rivolgersi all'amico con l'epiteto di "zietto",
ma Giuseppe, più riservato, facendo ridere il re, "non si liberava mai completamente" dal "rigido formalismo di corte".

## Capitolo quinto. Thamar

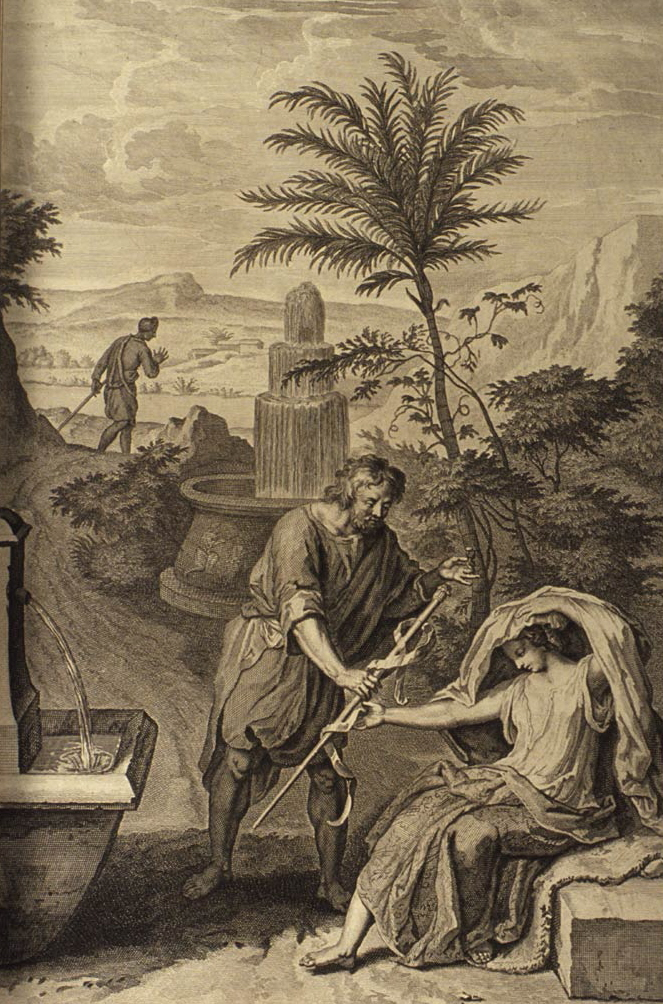
Gerard Hoet: Giuda consegna i pegni a Thamar. 1728

La narrazione, abbandonate le vicende egiziane di Giuseppe, si sposta nel "boschetto di Mamre, nei pressi di Hebron, la capitale, nel paese di Canaan"
ove Thamar, una cananita,
figlia di agricoltori, seduta ai piedi di Giacobbe, ascolta rapita gli insegnamenti del patriarca, le storie della sua stirpe, la descrizione di quel dio, tanto diverso dalle altre divinità.
Thamar, donna ambiziosa, non più giovanissima, ma dotata di una bellezza severa,
mentre ascolta le parole di Giacobbe, sente nascere in lei il desiderio di "inserirsi" nella storia di quella stirpe e di divenire, essa stessa, veicolo della trasmissione della benedizione dell'erede.
La primogenitura che, nei desideri del patriarca Giacobbe, era destinata al prediletto Giuseppe,
ormai scomparso, vittima di una bestia feroce, a chi andrà? Non al primogenito Ruben, "impetuoso come acqua precipite che bolle", maledetto dal padre e neppure a Simeone e Levi, "due zoticoni impomatati".
Il predestinato, conclude la cananita, non può che essere il quarto figlio di Lia, Giuda, detto anche Jehuda, lui avrebbe ricevuto "l'unzione dell'erede".
Giuda è sposato ed ha tre figli, sia pure poco stimati, i primi due, 'Er e Onan, "malaticci e viziosi ma avvenenti", il minore, Shelah, meno cattivo, "nato assai dopo gli altri".
Thamar, quindi, chiede a Giacobbe di potersi unire ad 'Er, in questo modo potrà generare un figlio che riceverà e trasmetterà la primogenitura di Giuda. Il vecchio è perplesso ma alla fine cede alle insistenze della donna: convince Giuda ad acconsentire alle nozze del suo primogenito.
Il matrimonio ha breve durata: 'Er muore, per uno "sbocco di sangue", tra le braccia della moglie, prima che il concepimento si realizzi.
L'ostinata Thamar non si arrende, ancora una volta chiede a Giacobbe di intervenire: se 'Er è morto senza eredi, argomenta la donna, sia il fratello Onan il suo nuovo sposo, in tal modo 'Er vivrà nei figli che verranno  e non svanirà nel nulla.
Anche stavolta il figlio di Isacco
acconsente e convince Jehuda a concedere alla cananita il suo secondo figlio.
Neppure l'unione con Onan produce però il frutto sperato: muore anch'egli senza poter generare.
La donna chiede allora che sia Shelah a prendere il posto dei fratelli maggiori. Ma questa volta a nulla vale l'intervento di Giacobbe: Giuda si rifiuta, ha timore che anche il figlio minore, l'ultimo che gli rimane, segua i fratelli in quel tragico destino.
Thamar non si rassegna ancora. Fingendosi una prostituta, riesce ad unirsi al suocero, divenuto anch'esso vedovo che, nel periodo dei festeggiamenti che seguono la tosatura delle pecore, l'incontra in un vicino villaggio, avvolta nel "velo delle seduttrici", senza riconoscerla.
Giuda non ha con sé il caprone che ha promesso alla donna, lascia quindi in pegno il sigillo che porta al dito, il cordoncino che gli cinge il collo  e il bastone con il pomo.
Saranno proprio questi oggetti, esibiti a suo tempo, che consentiranno alla donna, quando ormai incinta sarà accusata di un grave peccato, di provare che quello che porta in grembo appartiene al suocero Giuda.
L'ostinazione della donna ha infine prevalso: metterà al mondo due gemelli e dai discendenti del primo di essi, Perez, nascerà un giorno Davide,
futuro re d'Israele.

## Capitolo sesto. La sacra messinscena

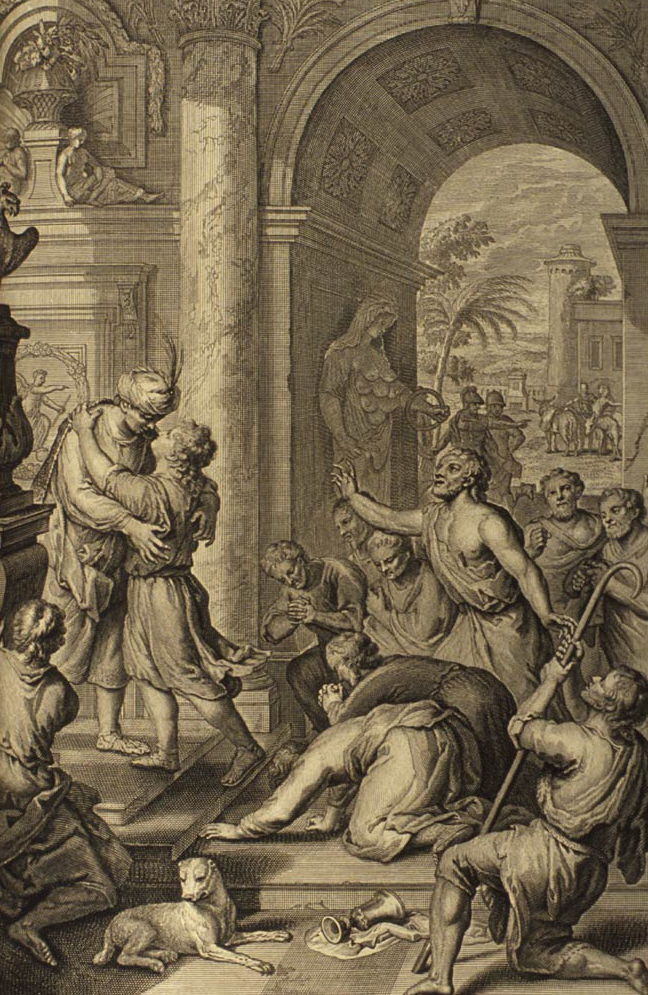
Gerard Hoet: Giuseppe si rivela ai fratelli. 1728

Chiuso l'episodio di Thamar, l'azione torna nuovamente in Egitto.
Dopo cinque anni di raccolti abbondanti, la penuria di piogge impedì la consueta benefica piena del Nilo e l'evento funesto si ripeté ancora negli anni successivi.
L'avverarsi di quanto aveva predetto, accrebbe il prestigio di Giuseppe che, in quei difficili frangenti, seppe dimostrare tutta la sua accorta saggezza: aprì le porte dei magazzini ma "senza spalancarle",
vendette a chi aveva denaro, arricchendo Faraone, e distribuì "sementi e grano" ai piccoli contadini e ai poveri delle città.
La carestia colpiva duramente non solo la terra d'Egitto, soffrivano per gli scarsi raccolti anche i paesi vicini. Giuseppe vendeva, sia pure "non a buon mercato",
agli stranieri che arrivavano numerosi in cerca di cibo. Giungevano, come Giuseppe aveva ordinato, continui e meticolosi rapporti sulle genti forestiere che varcavano i confini dello stato.
"Nel secondo anno delle vacche magre",
in una torrida giornata,
Giuseppe, "Bocca Suprema" di Faraone,
rientrato a mezzogiorno nella sua dimora, sudato ed emozionato, chiama il maggiordomo Mai e, dominando a stento i suoi sentimenti, gli confida che un documento, portato da un corriere, lo ha appena informato che i figli di Giacobbe, Ruben, Simeone, Levi e gli altri, sono giunti in Egitto per acquistare cereali.
Il flemmatico Mai tenta invano di frenare l'eccitazione del suo signore, proponendogli una pozione calmante,
Giuseppe lo incalza: è necessario preparare senza indugio un piano che gli consenta di interrogare i fratelli senza che questi possano riconoscerlo.
Tre giorni dopo, Giuseppe, seduto sul suo seggio, nella sfarzosa sala delle udienze, circondato dai "grandi scribi del ministero" e assistito da un interprete, dà udienza al gruppo venuto dall'oriente ed inizia ad interrogare i fratelli.
Questi, ignari della vera identità del potente, rispondono ossequenti alle sue domande, tradotte in cananeo, alternandosi nelle risposte e rivolgendosi a lui con gli epiteti più riguardosi.
Giuseppe chiede loro da dove vengono, le ragioni del viaggio e come sono stati accolti in terra d'Egitto. Risponde Naftali, poi Asher, Ruben il maggiore, Giuda. Giuseppe li osserva, riconoscendoli tutti, anche se i loro volti mostrano i segni del tempo trascorso e, infine, finge di non credere che la ragione del viaggio sia semplicemente quella di acquistare cibo ma di essere giunti in realtà per "spiare, esplorare e trarne segrete conclusioni".
in una parola di essere delle spie.
I fratelli sorpresi da quelle dure parole, non capiscono la ragione di un sospetto tanto irragionevole, ma Giuseppe, inflessibile, insiste: "siete informatori" ed utilizza una parola accadica daialu, fortemente infamante.
A nulla valgono le argomentazioni pacate e rispettose degli accusati che, respingendo l'accusa, cercano, prima l'uno poi l'altro, di rabbonire il potente egiziano, descrivendo la laboriosa onestà della loro famiglia.
Giuseppe non sente ragioni e dalle risposte che ascolta viene finalmente a sapere ciò che più gli preme: il vecchio Giacobbe è ancora in vita e il piccolo Beniamino è ormai "ammogliato e capofamiglia", con due mogli ed otto figli. Quest'ultima notizia colpisce a tal punto l'accusatore che, tradendosi, senza aspettare che il traduttore riporti in egiziano le parole di Giuda, non riesce a trattenere una risata.
Giuseppe, fingendosi ancora dubbioso delle loro ragioni, pone una condizione: crederà all'innocenza che proclamano solo se condurranno in Egitto anche Beniamino.
Uno dei dieci torni in patria, prelevi il fratello minore, mentre gli altri rimangono ostaggi. Scelgano, dunque, chi deve tornare dal padre per convincerlo a far partire l'ultimo figlio.
I fratelli si consultano e Ruben, sia pure a malincuore, a nome di tutti accetta la proposta. Le guardie, armate di lance, conducono i dieci fuori della sala. Rimarranno chiusi per tre giorni in un luogo isolato perché scelgano chi dovrà partire.
Reclusi ed affranti, i fratelli meditano su quanto gli è accaduto: forse, concludono, tutto questo è una vendetta di Dio per il male fatto un giorno a Giuseppe.
Questi, nel frattempo, insieme a Mai-Sachme, assapora la gioia della rivincita. Riflette  sulla sua proposta e decide di mutarla in parte: rimarrà prigioniero solo uno dei fratelli, gli altri, dopo essersi riforniti di cibo, potranno tornare in patria per convincere Giacobbe.
L'accorto Mai gli suggerisce di nascondere nei sacchi del cibo le monete pagate per acquistarlo. Il timore di essere giudicati ladri oltre che spie li indurrà a tornare in Egitto.

## Edizioni italiane
- Thomas Mann, Giuseppe il Nutritore : romanzo, collana collana Medusa ; 238, traduzione di Gustavo Sacerdote, Milano, Mondadori, 1949, SBN UBO0200298.
- in  Giuseppe e i suoi fratelli, traduzione di Bruno Arzeni, versione riveduta da Elena Broseghini, a cura di Fabrizio Cambi, Collezione I Meridiani, Milano, Mondadori, 2000. - Collana i Meridiani. Paperback, Mondadori, 2015, ISBN 978-88-046-4944-1; Collana Oscar Moderni Baobab, Mondadori, 2021, ISBN 978-88-047-3992-0.